# Kibarabjergene
Kibarabjergene (fransk: Monts Kibara) er en bjergkæde i Katangaprovinsen i Den Demokratiske Republik Congo. De ligger delvist i Upemba nationalpark.
Kibara-bjergene var engang en del af et sammenhængende plateau i det nordlige Katanga, der også omfattede Mitumba- og Kundelungu-plateauerne, men er nu blevet delt af dybe dale. Upemba-depressionen ligger vest for Kibara-bjergene. Lufira-floden adskiller dem fra Mitumbabjergene mod øst. Kibara-bjergene har en gennemsnitlig højde på 1.750 moh. og en maksimumhøjde på 1.889 moh.  Over 1.500 moh. er jorden er generelt mager og sandet, og bliver meget tør uden for regntiden. Vegetationen er lavt græs eller steppe. Der er få træer eller buske.
Bjergene ligger i en NØ-SV-gående retning, og er foldet og indtrængt. De er blevet stærkt opløftet. Den fragmenterede overflade fra slutningen af Kridttiden ved Lumbele, forekommer i en højde af 1.890 moh. over den midt-cenozoiske slette ved Mkana i en højde af 1.800 moh.